# محلة الشيخ عمر
محلة الشيخ عمر حي من أحياء مدينة الموصل القديمة في العراق. يقع على الجانب الغربي من نهر دجلة، وإلى الشرق من محلة باب الطوب ويشتهر بوجود محطة النقل الداخلي والخارجي. ويعد أيضا من أكثر محلات المدينة كثافة للسكان في أوقات النهار وذلك بسبب وجود خدمات النقل الرئيسة فيه وقربه من منطقة السوق الرئيسة.

## أصل التسمية
سميت المحلة نسبة إلى الشيخ عمر الملاء الذي يعتقد أنه مدفون فيها.